# رافاييل بلانشارد
رافاييل بلانشارد (بالفرنسية: Raphaël Blanchard)‏ هو عالم أحياء دقيقة وعالم نبات وبروفيسور وعالم حشرات وطبيب فرنسي، ولد في 1857 في Saint-Christophe-sur-le-Nais ‏ في فرنسا، وتوفي في 1919 في باريس في فرنسا.